# 守山陣屋
守山陣屋（もりやまじんや）は、陸奥国南部（磐城国）田村郡（福島県郡山市田村町）にあった守山藩の藩庁とされた陣屋。

## 概要
現在のJR水郡線磐城守山駅付近、福島県道182号磐城守山停車場線と福島県道54号須賀川三春線の交差点の北西寄りに存在した（戦国大名田村氏の拠点であった守山城よりも西側にある）。
城ではなく陣屋であるが、明治6年（1873年）に製作された絵図によると敷地の西側や北側、南側の一部は土塁によって区画され、城に準じた造りになっていた。
現在は住宅地となり、建物等は残っていないが、道路沿いには当時の雰囲気を伝える松の木が数本、植えられている。

## 歴史
元禄13年（1700年）水戸藩の支藩、額田藩第2代藩主松平頼貞が江戸幕府第5代将軍徳川綱吉より守山2万石を与えられ、守山藩となる。その際に藩庁が置かれた。ただし、歴代藩主は江戸小石川の藩邸に定住していた。
明治2年（1869年）、版籍奉還で最後の藩主松平頼升は守山藩知事となる。その後を継いだ松平頼之が明治3年（1870年）に藩庁を常陸松川に移して役目を終えた。
明治6年（1873年）に出された全国城郭存廃ノ処分並兵営地等撰定方（城郭取壊令）で廃城とされた。